# Vlag van Menaldum

Vlag van Menaldum

De vlag van Menaldum is de dorpsvlag van het Nederlandse dorp Menaldum, in de Friese gemeente Waadhoeke. De vlag werd in 2019 geregistreerd.

## Beschrijving
De beschrijving van de vlag is als volgt:
Twee banen blauw en geel in de verhouding 2:1, de onderste baan gekanteeld met acht kantelen, uitgaande van de broekzijde en in het blauw een liggende witte omziende eenhoorn.
De kleuren zijn afkomstig van het dorpswapen.

## Symboliek

Eenhoorn: afkomstig van het wapen van de voormalige gemeente Menaldumadeel. Verder is het een symbool voor Christus.
- Tweedeling met kantelen: duidt op de stinsen die rond het dorp hebben gestaan.[1]